# El Milagro San Simón
El Milagro San Simón är en ort i Mexiko.   Den ligger i kommunen Acatlán och delstaten Hidalgo, i den sydöstra delen av landet, 110 km nordost om huvudstaden Mexico City. El Milagro San Simón ligger 2 117 meter över havet och antalet invånare är 213.
Terrängen runt El Milagro San Simón är kuperad västerut, men österut är den platt. Runt El Milagro San Simón är det ganska tätbefolkat, med 75 invånare per kvadratkilometer. Närmaste större samhälle är Tulancingo, 16,2 km sydost om El Milagro San Simón. Omgivningarna runt El Milagro San Simón är en mosaik av jordbruksmark och naturlig växtlighet.